# Yasumasa Tsujita
Yasumasa Tsujita (jap. 辻田 泰昌, Tsujita Yasumasa; * 10. Oktober 1964) ist ein japanischer Badmintonspieler. 

## Karriere
Yasumasa Tsujita wurde 1991 japanischer Meister im Mixed. 1989 und 1993 nahm er an den Badminton-Weltmeisterschaften teil. Er spielte für die Mannschaft von NTT Kansai.

## Sportliche Erfolge
| Saison | Veranstaltung                | Disziplin    | Platz | Name                              |
| ------ | ---------------------------- | ------------ | ----- | --------------------------------- |
| 1989   | Weltmeisterschaft            | Herrendoppel | 33    | Hiroki Etō / Yasumasa Tsujita     |
| 1991   | Japan: Einzelmeisterschaften | Mixed        | 1     | Yasumasa Tsujita / Haruko Matsuda |
| 1993   | Japan: Einzelmeisterschaften | Doppel       | 2     | Akihiro Imai / Yasumasa Tsujita   |
| 1993   | Weltmeisterschaft            | Herrendoppel | 65    | Akihiro Imai / Yasumasa Tsujita   |